# Patrick Valdrini
Patrick Valdrini (Saint-Mihiel, 6 luglio 1947) è un presbitero e canonista francese della Chiesa cattolica.
Già professore di diritto canonico e, dal 2008 al 2015, prorettore della Pontificia Università Lateranense, dal 1992 al 2004 è stato anche rettore dell'Institut catholique de Paris. Direttore dell'Institut français - Centre Saint-Louis, dal 2019 è canonico della Basilica di San Giovanni in Laterano.

## Biografia
Patrick Valdrini è cresciuto a Lacroix-sur-Meuse. Dopo aver completato gli studi secondari presso il seminario di Verdun, è entrato nel seminario maggiore di Metz. È stato ordinato sacerdote il 1° luglio 1972 a Verdun.
Ha compiuto studi post-laurea in teologia e diritto canonico presso la facoltà di teologia cattolica di Strasburgo, conseguendo nel 1983 il dottorato in teologia, con specializzazione in diritto canonico. Nel 1982 è stato nominato docente presso la Facoltà di diritto canonico dell'Institut catholique de Paris, dove è stato eletto decano nel 1989.
Nello stesso anno è diventato presidente della Società internazionale di diritto canonico e legislazione religiosa comparata. Ha pubblicato alcuni contributi e diretto la rivista L'Année canonique ed è stato condirettore, insieme alla Facoltà di giurisprudenza Jean Monnet di Sceaux (Parigi XI), del centro universitario "Diritto e società religiose", nell'ambito del diploma post-laurea (DEA) in diritto canonico.
Dal 18 giugno 1992 al 2004 è stato rettore dell'Institut catholique de Paris e, dal 19 ottobre 2008 all'8 settembre 2011, rettore della Chiesa di San Luigi dei Francesi a Roma. È stato professore di diritto canonico presso la Pontificia Università Lateranense di Roma fino al 2017. In seguito, è stato professore incaricato della stessa disciplina presso l'Università di Napoli "Federico II".
Nel settembre 2006 è stato nominato consigliere culturale della Santa Sede per il Quai d'Orsay, sotto l'autorità dell'ambasciatore francese. In tale veste, è stato anche direttore dell'Institut français - Centre Saint-Louis.
Nel 2019, papa Francesco lo ha nominato canonico della Basilica di San Giovanni in Laterano.
È autore di opere sul diritto canonico della Chiesa cattolica. In particolare, è coautore della seconda edizione del manuale di diritto canonico pubblicato dalla casa editrice francese Dalloz.

## Pubblicazioni
- Conflits et recours dans l’Église, Cerdic, 1978.
- Injustices et protection des droits dans l’Église, Cerdic, 1984.
- Pouvoir d’ordre et pouvoir de juridiction, par Laurent Villemin (préface de Patrick Valdrini), Éditions du Cerf, 13 mars 2003.
- Droit canonique, Patrick Valdrini, Jean-Paul Durand, Olivier Echappé, Jacques Vernay, Paris, Dalloz, coll. « Précis », 2e édition.
- Leçons de droit canonique, communautés, personnes, gouvernement, Editions Salvator, août 2017.